# Der singende Draht
Der singende Draht (französischer Originaltitel: Le fil qui chante) ist ein Comic-Band aus der Lucky-Luke-Reihe, der von Morris gezeichnet und von René Goscinny getextet wurde.
Nach der Zählung des Ehapa-Verlages (beziehungsweise zu Beginn: des Delta-Verlages aus Ehapa und Dargaud) ist Der singende Draht der 18. Band der Reihe. Zuvor wurde der Comic schon bei Yps als Fortsetzungsgeschichte veröffentlicht.
Ursprünglich wurde die Geschichte zunächst 1977 in der französischen Illustrierten Paris Match  veröffentlicht, noch im selben Jahr kam sie als 15. Band von Dargaud (insgesamt 46. Band) in Frankreich heraus.
Für die Lucky-Luke-Zeichentrickserie wurde dieser Band verfilmt.

## Inhalt
Der amerikanische Präsident Abraham Lincoln beauftragt Hiram Sibley, den Präsidenten der Western Union mit dem Bau einer Telegrafenlinie, die die beiden Küsten der Vereinigten Staaten verbindet. Hierfür werden die Leiter des bisherigen westlichen und östlichen Endes des Telegrafen, James Gamble und Edward Creighton, beauftragt, ihre Telegrafenlinie bis Salt Lake City zu bauen. Lucky Luke überbringt Gamble diese Nachricht und wird daraufhin Teil von dessen Team. Sibley bietet eine Prämie von 100.000 Dollar für das dort zuerst ankommende Team, woraufhin der Assistent Creightons einen Saboteur für Gambles Truppe anheuert, der sich als Indianer tarnt.
Obwohl Gambles Mastenvorrat, Wagenachsen, Maultiere und Ochsen sabotiert werden, beginnen beide Teams am  4. Juli, dem Nationalfeiertag der USA, ihre Arbeit. Jedoch treibt der Saboteur weiterhin sein Unwesen: So wird er zu den Indianern geschickt, wo er ohne Verkleidung Stimmung gegen den Telegrafen macht, auch lässt er – ebenfalls ohne Verkleidung – die Telegrafenmasten in Austin zersägen. Als er in der Salzwüste Utahs die Wasservorräte sabotiert, fliegt er schließlich auf, da er mehr Wasser als die anderen benötigt, denn er muss seinen Bart wegrasieren, um nicht aufzufallen.
Mithilfe der Mormonen Salt Lake Citys erreicht Gambles Team als erstes die Stadt, teilt jedoch die Prämie mit dem anderen Team.